# Geschiedenis van het notariaat
De geschiedenis van het notariaat in de Nederlanden gaat al zeker terug tot in de 13de eeuw waarbij eerst aangestelde geestelijken de taken uitvoerden en later personen van aanzien, veelal edelen of grondbezitters, tot notaris of schepen werden benoemd.

## Evolutie
Voor het begin van het notariaat wordt regelmatig verwezen naar Oude Egypte in de derde eeuw voor Christus, al zijn er bronnen die zelfs verwijzen naar 2750 voor Christus. In Egypte was de notaris een soort marktmeester die controle uitoefende en de nodige handelstransacties registreerde. Ook in het oude Griekenland waren er al ambtenaren voor officiële registraties.
In het Benelux verleden waren er de Romeinse scribae en tabelliones die oorkonden maakten. Zij stelden ook testamenten en contracten op. De Franken hadden hun scribae publici. Na de Romeinen en de Merovingsche Franken was er in de Karolingische tijd tussen 800 en midden 900 na Christus een beperkt periode van officiële notarii.
De eerste middeleeuwse notariële activiteiten in de Nederlanden worden toegeschreven aan leden van de kerkelijke overheid. Notarissen konden worden aangesteld door de wereldse machten als koningen en keizers of door de kerkelijke macht via de paus. Beide machten konden hun bevoegdheid delegeren aan lagere functionarissen of instellingen.
Vanaf de 13de eeuw zien we dat de activiteiten in de steden via de leden van de schepenbank verschuiven naar het stadsbestuur. In de vroege periode waren er geen notarissen op het platteland, maar met de tijd verschenen ze daar ook. De middeleeuwse rennaisance van het notariaat wordt toegeschreven aan ontwikkelingen in het Italiaanse Longobardische Rijk die zich naar de Zuidelijke Nederlanden zouden hebben verspreid en zo verder noorderlijk naar andere Nederlandse gewesten met uitzondering van Gelderland, Overijssel, Drenthe, Friesland en Groningen. In die streken kwam het notariaat pas na 1811 tot ontwikkeling.
Karel V verkondigde de eerste regels voor het notariaat in de Nederlanden op 21 maart 1524. Op 4 oktober 1540 ging hij een stap verder met de beslissing dat alle kontrakten, testamenten en akten moesten geregistreerd worden, waarbij ook de woonstee of het domicilie van de betrokkenen moest geregistreerd worden.
In sommige gebieden was er sprake van concurrentie tussen schepenen en notarissen maar in gebieden zoals het Hertogdom Brabant zien we dat schepenen ook optraden als de plaatselijk notaris en er dus geen concurrentie was. In het Hertogdom Brabant werden notarissen aangesteld door de Raad van Brabant. Dit gebeurde vanaf 27 juni 1582 met de eerste aanstelling van Adriaen Ghoormans.

## Activiteiten
De oude notariële activiteiten bestonden onder meer uit 
- de attestaties, een verklaring onder ede afgelegd door één of meer gewone getuigen
- de certificaties, een meer officiële versie van de attestatie doordat de getuigen overheidsfunctionarissen of edelen waren
- de boedelbeschrijvingen
- testamenten en erfenissen
- de procuratie, een machtiging om in naam van iemand op te treden
- de verklaring van goed gedrag,  een attestatie dat een persoon en zijn ouders van wettige geboorte waren en dat de persoon vrij was van misdrijven. Dit als tegenhanger van de gemeentelijke certificatie.